# Sint-Firminuskerk (Moerbeke)
De Sint-Firminuskerk is de parochiekerk van de gemeente Moerbeke in het Franse Noorderdepartement. 

## Geschiedenis
In de 11e eeuw werd een romaanse kerk gebouwd en in de 13e eeuw kwam er een gotische kerk. Deze werd tijdens de Eerste Wereldoorlog beschadigd en in oorspronkelijke stijl herbouwd. Ook tijdens de Tweede Wereldoorlog liep de kerk zware schade op.

## Gebouw
Het betreft een bakstenen gotische hallenkerk. Het gotisch koorgewelf heeft sluitstenen die onder meer het Lam Gods en de wapenschilden van de heren van Moerbeke verbeelden. De kapitelen in het koor tonen episoden uit het Evangelie en gevechten tussen mensen en dieren. De Sint-Firminuskapel heeft gewelven die op de kathedraal van Lincoln zijn gebaseerd en uit 1259 stammen. Er is een praalgraf van Josse de Saint-Omer (-1482) en zijn vrouw Jeanne de Hondecoutre (-1472), dat tijdens de Eerste Wereldoorlog beschadigd werd. De preekstoel is in renaissancestijl en het Sint-Firminusaltaar is van 1707 en in barokstijl. De glas-in-loodramen zijn van na de Eerste Wereldoorlog en stellen heiligenlevens voor.
De kerk heeft ook een transept en een vieringtoren op vierkante plattegrond.